# Проект «Ельцин»
Проект «Ельцин» (англ. Spinning Boris, букв. «Раскручивая Бориса») — телефильм Роджера Споттисвуда, политический триллер, посвящённый выборам Президента России в 1996 году.

## Сюжет
Фильм описывает события перед выборами Президента России в 1996 году, когда популярность Бориса Ельцина упала до критически низких значений. Действительно, в это время избирательные штабы во главе с Олегом Сосковцом и Анатолием Чубайсом пригласили американских политтехнологов, которые помогли, в значительной степени, удержаться Ельцину у власти на следующие четыре года.
В титрах в начале картины утверждается, что «в основе фильма лежат реальные события», в конце картины:

«История основана на определённых реальных событиях и лицах. Однако некоторые из героев, событий и имён являются вымышленными».
Оригинальный текст (англ.)Story is based upon certain actual events and persons. However some of the character, incidents and names are fictionalized.

## В ролях
| Актёр               | Роль                                                              |
| ------------------- | ----------------------------------------------------------------- |
| Джефф Голдблюм      | Джордж Гортон                                                     |
| Энтони Лапалья      | Дик Дреснер                                                       |
| Лев Шрайбер         | Джой Шумейт                                                       |
| Борис Ли Крутоног   | Феликс Брайнин                                                    |
| Светлана Ефремова   | Татьяна Дьяченко                                                  |
| Борис Ельцин        | в роли самого себя (использованы кадры из документальных фильмов) |
| Геннадий Зюганов    | в роли самого себя (использованы кадры из документальных фильмов) |
| Шона Макдональд     | Лиза                                                              |
| Григорий Гладий     | Андрей Лугов                                                      |
| Владимир Радиан     | Вассо, социолог                                                   |
| Илья Волох          | имитатор Элвиса Пресли                                            |
| Константин Казаков  | Олег Сосковец                                                     |
| Джуда Катц          | Майкл Крамер                                                      |
| Леонид Бердичевский | член фокус-группы                                                 |
| Сергей Тимохин      | клерк в отеле                                                     |
| Дмитрий Чеповецкий  | гвардеец                                                          |
| Сергей Приселков    | член фокус-группы                                                 |
| Елена Павлова       | русская журналистка                                               |
| Надежда Белова      | женщина на улице                                                  |

## Съёмки фильма
- Сценарий фильма основан на сведениях из статьи в журнале «Time», напечатанной в июле 1996 года[3], мемуаров Бориса Ельцина «Полуночные дневники» (англ. Midnight Diaries), вышедших в нью-йоркском издательстве «Public Affaires» осенью 2000 года, служебных документов избирательного штаба Ельцина и конфиденциальной информации от американских консультантов и российских участников предвыборного марафона[4].
- Второстепенных русских персонажей (большинство фамилий реальных действующих лиц изменено) играют только русские актёры. Русские друг с другом говорят по-русски, американцы — по-английски, когда же общаются между собой, то в кадре возникает переводчик[4].
- Продюсеры привлекли двух российских консультантов по аутентичности городской среды и психологии поведения, а также инструктора по диалогу[4].
- Создатели фильма рассудили, что невозможно отыскать актёрский аналог колоритной фигуре Бориса Ельцина, потому вмонтировали в фильм кадры документальной кинохроники с участием Ельцина, а также Геннадия Зюганова[4].